# Giorgi Rechwiaschwili
Giorgi Rechwiaschwili (georgisch გიორგი რეხვიაშვილი; englische Transkription: Giorgi Rekhviashvili; * 1. Februar 1988 in Rustawi) ist ein georgischer Fußballspieler.

## Karriere
Rechwiaschwili durchlief die Nachwuchsabteilung von Metalurgi Rustawi und begann 2008 seine Profikarriere bei diesem Verein. 2008 wurde er an Sugdidi ausgeliehen und gehörte anschließend bis ins Jahr 2011 zum Kader von Metalurgi. Anschließend spielte er zwei Spielzeiten lang für Dinamo Tiflis. Im Laufe der Saison 2013/14 wechselte er innerhalb der Liga zu Tschichura Satschchere.
Zur Saison 2014/15 wechselte Rechwiaschwili in die türkische TFF 1. Lig zum westtürkischen Vertreter Boluspor. Nach zwei Monaten verließ er diesen Klub wieder.